# Paul van Ass
Peter Paul van Ass (Bergschenhoek, 16 augustus 1960) is een Nederlands hockeycoach en voormalig hockeyer. Hij was bondscoach van zowel de Nederlandse hockeymannen als de Nederlandse hockeyvrouwen en werd met de hockeyvrouwen in 2024 Olympisch kampioen. 

## Carrière
Van Ass kwam als hockeyer uit voor de Wassenaarse club HGC. In de jaren tachtig speelde hij in het eerste in de Nederlandse Hoofdklasse. Nadat aan het eind van het seizoen 2005/2006  HGC nog veroordeeld was tot het spelen van degradatiewedstrijden,   blies van Ass nu als coach het eerste herenteam nieuw leven in door het in 2006/2007 van degradatiekandidaat naar play-off finalist te transformeren; dit deed hij vervolgens weer in 2009/2010, maar beide finales gingen verloren tegen HC Bloemendaal.  
Onder leiding van Van Ass plaatste HGC zich tevens voor de finale van de Euro Hockey League 2007/2008, door in de halve finale het op voorhand sterke HC Rotterdam te verslaan. De finale ging na verlenging verloren tegen Uhlenhorster HC. In het seizoen 2008/09 zat Van Ass niet op de bank bij HGC, maar bij Jong Oranje en vervulde hij de managersfunctie bij de Nederlandse hockeymannen. Door tegenvallende prestaties werd Van Ass door HGC teruggehaald. Hij leidde het team in 2010 wederom naar een tweede plaats.  

## Bondscoach
In 2010 volgde Van Ass de ontslagen Michel van den Heuvel op als bondscoach van de Nederlandse hockeymannen. Zijn aantreden was omstreden, omdat Van Ass geen trainersdiploma heeft. In de voorbereiding op de Olympische Spelen in Londen leidde zijn beslissing om oudgedienden Taeke Taekema en Teun de Nooijer buiten de selectie te houden tot veel opschudding. Enige tijd later werden de twee weer in genade aangenomen. Echter vlak voor de Olympische Spelen besloot Van Ass toch Taekema buiten de definitieve selectie te houden, wat andermaal tot enige opschudding leidde. Oud-hockeyinternational Rogier van 't Hek noemde de verwijdering "Karaktermoord door de man die al twee jaar laat zien dat een trainersdiploma in het internationale tophockey geen overbodige luxe is". Evenwel bereikte de Nederlandse ploeg de Olympische finale in 2012, die het met 1-2 van Duitsland verloor. In de halve finale maakte zijn team indruk door met 9-2 de Britten te verslaan. Begin 2014 werd de eerste editie van de Hockey World League gewonnen. Later dat jaar op het WK in Den Haag werd in de groepsfase revanche genomen op Duitsland (1-0) en bereikte Nederland als groepswinnaar de halve finale, waarna via Engeland (1-0) de finale werd behaald. Nadat die finale tegen Australië verloren ging (6-1), besloot de KNHB het aflopende contract van Van Ass niet te verlengen.
In september 2022 begon Van Ass als bondscoach van de Nederlandse hockeyvrouwen. Met de vrouwen won hij de FIH Pro League 2022-2023 en in 2023 de Europese titel. Ook de FIH Pro League van 2023-2024 werd onder hem als bondscoach gewonnen. Op de Olympische Zomerspelen van 2024 in Parijs won hij goud. De finale tegen China werd na een 1–1 eindstand in de shootouts met 3-1 gewonnen. Op 22 augustus 2024 besloot Van Ass na overleg met de bond om zijn na Parijs aflopende contract niet te verlengen. Met de Nederlandse vrouwen won hij 45 van de 48 interlands en alle titels die er te behalen waren.

## Hockeyfamilie
Van Ass komt uit een hockeyende familie. Zijn vader Herman van Ass (1931-2011) speelde voor Forescate uit Voorschoten en zijn kinderen hockeyen ook; deze zijn allen hun carrière begonnen bij het Rotterdamse HV Victoria.Vervolgens speelden zijn zoons David en Seve in het eerste van HGC en zijn dochter Berbel in het eerste van HC Kampong. In 2013 tekende Seve bij HC Rotterdam.  

## Palmares

### HGC
- 2007 Verliezend Play off-finalist
- 2010 Verliezend Play off-finalist

### Oranje heren
- 2010  Champions Trophy
- 2011  Europees kampioenschap hockey in Mönchengladbach (Duitsland)
- 2012  Olympische Spelen in Londen (Groot-Britanië)
- 2012  Champions Trophy
- 2013  Europees kampioenschap hockey in Boom (België)
- 2014  Hockey World League 2012/14 in New Delhi (India)
- 2014  Wereldkampioenschap hockey in Den Haag (Nederland)

### Oranje dames
- 2023  Hockey Pro League 2022/23
- 2023  Europees kampioenschap hockey in Mönchengladbach (Duitsland)
- 2024  Hockey Pro League 2023/24
- 2024  Olympische Spelen in Parijs (Frankrijk)

Sander Baart · 
Billy Bakker · 
Marcel Balkestein · 
Floris Evers · 
Rogier Hofman · 
Robert van der Horst · 
Tim Jenniskens · 
Wouter Jolie · 
Robbert Kemperman · 
Teun de Nooijer · 
Jaap Stockmann · 
Valentin Verga · 
Klaas Vermeulen · 
Bob de Voogd · 
Mink van der Weerden · 
Roderick Weusthof · 
Sander de Wijn ·
Coach: Paul van Ass
Felice Albers ·  
Joosje Burg  ·  
Pien Dicke ·  
Luna Fokke ·  
Yibbi Jansen ·  
Marleen Jochems ·  
Sanne Koolen ·  
Renée van Laarhoven ·  
Frédérique Matla ·  
Freeke Moes ·  
Laura Nunnink ·  
Lisa Post ·  
Pien Sanders ·  
Marijn Veen ·  
Anne Veenendaal (K) ·  
Maria Verschoor ·  
Xan de Waard  ·  
Coach: Paul van Ass